# Dancing with the Dead
 (novembre 2016).
Si vous disposez d'ouvrages ou d'articles de référence ou si vous connaissez des sites web de qualité traitant du thème abordé ici, merci de compléter l'article en donnant les références utiles à sa vérifiabilité et en les liant à la section « Notes et références ».
Albums de Pain
Nothing Remains the Same
(2002) Psalms of Extinction
(2007)
Dancing with the Dead est le quatrième album produit par le groupe de metal industriel suédois Pain, sorti en 2005.

## Liste des titres
| No  | Titre                  | Durée |
| --- | ---------------------- | ----- |
| 1.  | Don't Count Me Out     | 4:40  |
| 2.  | Same Old Song          | 3:58  |
| 3.  | Nothing                | 4:08  |
| 4.  | The Tables Have Turned | 4:22  |
| 5.  | Not Afraid To Die      | 4:16  |
| 6.  | Dancing with the Dead  | 4:14  |
| 7.  | Tear It Up             | 3:57  |
| 8.  | Bye Die                | 3:03  |
| 9.  | My Misery              | 3:56  |
| 10. | A Good Day To Die      | 3:45  |
| 11. | Stay Away              | 3:20  |
| 12. | The Third Wave         | 3:50  |